# Tom Scheffler
Thomas Mark Scheffler, detto Tom (St. Joseph, 27 ottobre 1954), è un ex cestista e allenatore di pallacanestro statunitense, professionista in Europa e nella NBA. È il fratello di Steve Scheffler.

## Carriera
Venne selezionato dagli Indiana Pacers al sesto giro del Draft NBA 1977 (117ª scelta assoluta).

## Palmarès
- Campione NIT (1974)
- Campionato greco: 1

Aris Salonicco: 1985-86
- Campionato francese: 1

Orthez: 1986-87